# Petar Đenić
Petar Đenić (in serbo Пeтap Ђeнић?; Niš, 14 aprile 1977) è un ex calciatore serbo.

## Carriera
Debutta da professionista nel 1997 con la squadra della sua città, il Radnički Niš, assumendo via via un ruolo sempre più importante all'interno della squadra, tanto da suscitare l'interesse della Stella Rossa di Belgrado, a cui passa a metà del campionato 2000-2001. A Belgrado, comunque, non gioca mai, eppur festeggia la vittoria di un campionato della RSF di Jugoslavia e la Coppa di Jugoslavia 2002.
Per rilanciare la propria carriera decide di trasferirsi in Germania, in Zweite Bundesliga all'LR Ahlen, dove rimane per quattro stagioni.
Nell'estate del 2006 si trasferisce a Cipro, all'Olympiakos Nicosia.
Nel 2008 passa all'Alkī Larnaca, sempre a Cipro, l'ultima squadra della sua carriera.
In Nazionale jugoslava colleziona 1 presenza nel 2000.

## Palmarès

### Club

#### Competizioni nazionali
- Campionati della RSF di Jugoslavia: 1

Stella Rossa: 2000-2001
- Coppe di Jugoslavia: 1

Stella Rossa: 2001-2002